# Hyla perrini
Hyla perrini – gatunek (lub podgatunek) płaza bezogonowego z rodziny rzekotkowatych występujący przede wszystkich na włoskiej Nizinie Padańskiej. Dorasta do 5 cm długości i zasiedla głównie lasy. Gatunek najmniejszej troski (LC) w związku z rozległym zasięgiem występowania oraz dużymi rozmiarami populacji.

## Etymologia
Gatunek nazwany na cześć szwajcarskiego herpetologa Nicolasa Perrina.

## Pozycjataksonomicznai ewolucja
Populacje tego gatunku zaliczane były w przeszłości do Hyla intermedia. Na początku XXI wieku pojawiły się pierwsze dowody na różnice w mitochondrialnym DNA pomiędzy H. intermedia sensu stricto i H. perrini (opisywanym wówczas jako klad N (ang. clade N) i nowy takson 2 (ang. new taxon 2). H. perrini został formalnie opisany jako osobny gatunek po dokładnej analizie filogenetycznej przeprowadzonej w 2018 roku. Szacuje się, że H. intermedia i H. perrini oddzieliły się od siebie około 3,5 miliona lat temu. Obecnie gatunki te krzyżują się ze sobą jedynie w strefie kontaktu o długości 50–100 km na południowy wschód od Niziny Padańskiej. Niektórzy herpetolodzy natomiast cały czas traktują H. perrini jako podgatunek H. intermedia w związku z opisywanym przez nich brakiem wyraźnej bariery reprodukcyjnej.

## Informacje ogólne
Płaz ten dorasta do 3–5 cm długości. Z wyglądu bardzo podobny do H. intermedia, od której różni się być może węższą głową i krótszymi kończynami tylnymi. Gatunek diploidalny, liczba chromosomów 2n = 24.

## Zasięg występowania i siedlisko
Gatunek ten występuje od Niziny Padańskiej we Włoszech i kantonu Tessyn w Szwajcarii do Słowenii. Spotykany na wysokościach 0–1500 m n.p.m. H. perrini zasiedla głównie lasy i rozmnaża się w wodach stojących. Występuje rozwój złożony.

## Status i ochrona
IUCN klasyfikuje H. perrini jako gatunek najmniejszej troski (LC) w związku z rozległym zasięgiem występowania i dużymi rozmiarami populacji. Zagrażać mu może utrata siedlisk, zanieczyszczenia rolnicze oraz inwazyjne gatunki ryb. We Włoszech płaz ten występuje na wielu obszarach chronionych. Wymieniony jest także w szwajcarskiej Red List (liście gatunków zagrożonych).